# Bathysa sylvestrae
Bathysa sylvestrae là một loài thực vật có hoa trong họ Thiến thảo. Loài này được Germano-Filho & M.Gomes mô tả khoa học đầu tiên năm 1996.